# Lily Zografou

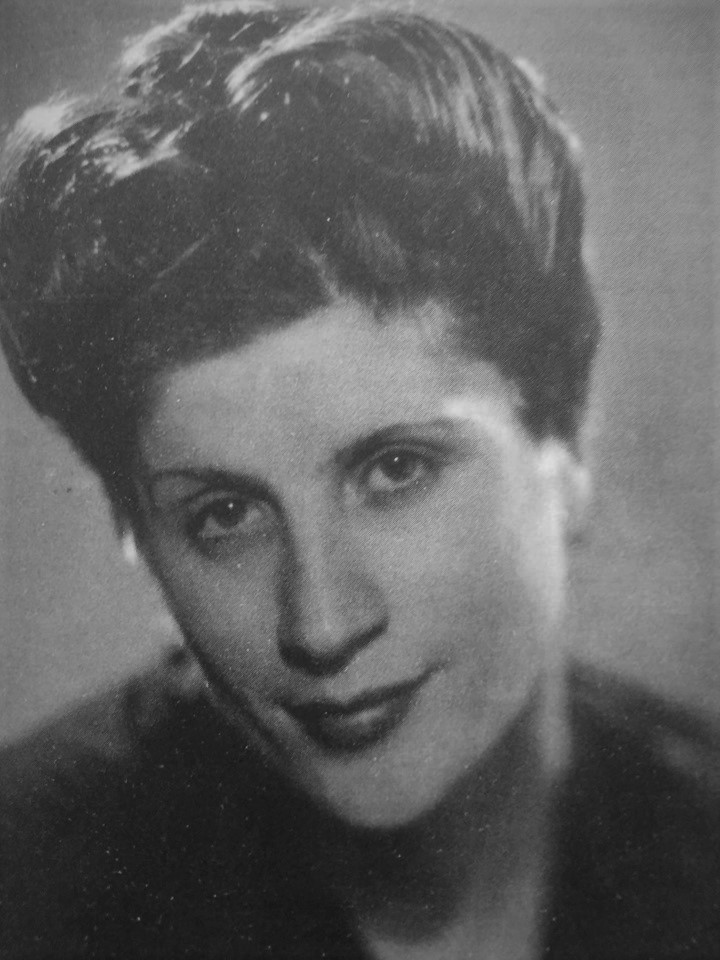
Lily Zografou (1956)

Lily Zografou (griechisch Λιλή Ζωγράφου; * 1922 in Iraklio, Kreta; † 2. Oktober 1998 ebenda) war eine griechische Journalistin und Schriftstellerin.

## Leben
Schon als junge Frau lehnte sich die Tochter des Journalisten Andreas Zografos gegen die herrschenden Moralvorstellungen und Verbote der überaus patriarchalisch geprägten Gesellschaft Kretas auf. Als Philologie-Studentin schloss sie sich im Zweiten Weltkrieg der antifaschistischen Befreiungsbewegung an. 1943 wurde sie von den deutschen Besatzern verhaftet und brachte in der Haft ihre Tochter, die spätere Lyrikerin, Rena Chatzidaki zur Welt.
Nach der Beendigung ihres Studiums schrieb Lily Zografou zuerst für Literaturzeitschriften. 1949 erschien ihr erstes Buch Agápi (Liebe), eine Sammlung von Kurzgeschichten. Danach bereiste sie viele Jahre Mittel- und Osteuropa und arbeitete als Journalistin. Mit einer Abhandlung über den Schriftsteller Níkos Kazantzákis: énas traghikós (Nikos Kazantzakis: eine tragische Figur) gelang ihr 1959 der Durchbruch. Sie wurde zu einer der erfolgreichsten und umstrittensten Schriftstellerinnen Griechenlands.
Sie veröffentlichte 24 Romane, Theaterstücke und Essays und wurde in Griechenland zur Bestseller-Autorin. In Deutschland wurden bisher drei ihrer Bücher veröffentlicht:
- I agápi árgise mia méra (dt.: Die Frauen der Familie Ftenoudos, 2004),
- Epággelma: Pórni (dt.: Beruf: Hure, Kurzgeschichten, 2006) und
- I gynaíka sou i alítissa (dt.: Deine Frau, die Schlampe, 2007).

I agápi árgise mia méra wurde 1998, vier Jahre nach der Veröffentlichung für das griechische Fernsehen verfilmt. Epággelma: Pórni hat in Griechenland mittlerweile die 40. Auflage erreicht. Ein wichtiges, immer wiederkehrendes Thema ihres Werkes ist der Kampf der Frau für Selbstbestimmung, Freiheit und Unabhängigkeit.

## Werke
In deutscher Übersetzung:
- Die Frauen der Familie Ftenoudos. Mähringen 2004, ISBN 3-937108-01-7.
- Beruf: Hure. Edition AV, Lich (Hessen) 2006, ISBN 978-3-936049-71-8.
- Deine Frau, die Schlampe. Lich (Hessen) 2007, ISBN 978-3-936049-83-1.